# عبد الجليل برادة
عبد الجليل بن عبد السلام بن عبد الله بن أبي جيدة برادة (1240-1327هـ)، معلم وشاعر ولغوي مدني ، ومؤسس منتدى «الأبارية» بالسنبلية.

## نشأته
ولد في المدينة المنورة عام 1242هـ، فحفظ القرآن الكريم ثم بدأ يتلقى العلوم الشرعية والأدبية في حلقات المسجد النبوي على يد عدد من العلماء مثل: يوسف الغزي، ومحمد الحلبي، ومحمد الدمياطي، وصالح التونسي، ويوسف الصاوي، وحسن الأسكوبي، وغيرهم. فدرس عليهم الفقه والفرائض والحديث والنحو والصرف والعروض والفلك وغيرها.
كما اهتم بدراسة عدد من الكتب الأدبية والعلمية، وأخذ فيها إجازات عن هؤلاء العلماء وأصبحت لديه ثقافة أدبية وعلمية واسعة.

## رحلاته العلمية
في عام 1285هـ ارتحل إلى القاهرة، وأقام بها عدة أشهر، حيث اجتمع بعدد من العلماء واستفاد منهم، ثم انتقل إلى الآستانة حاضرة الخلافة الإسلامية، وفيها اجتمع بشيخ الإسلام حسن فهمي، والشيخ علي الأرناؤوط وغيرهما، واستفاد من علمهم، ونال منهم الإجازات.
وفي عام 1286هـ عاد إلى المدينة المنورة، فاتخذ له حلقة للتدريس في المسجد النبوي الشريف، واجتمع عليه طلاب كثيرون ظهر منهم عدد من العلماء، منهم: إبراهيم الاسكوبي، ومحمد العمري، وإبراهيم البري، وزكي البرزنجي، وعباس رضوان، وحسين بإسلامة، وغيرهم.
وفي عام 1323هـ ارتحل إلى مكة المكرمة وتولى التدريس فيها، وأقام فيها ما يزيد على ثلاث سنوات، ثم قرر العودة إلى المدينة المنورة، وفي الطريق وهو في منطقة الفريش القريبة منها أدركته المنية، وذلك في شهر محرم 1327هـ.

## وفاته
توفي في الطريق عائدا من مكة إلى المدينة وذلك في منطقة الفريش في شهر محرم سنة 1327هـ.